# Przepiórki
Przepiórki (deutsch Przepiorken, 1926–1945 Wachteldorf) war ein im heutigen Bereich der Gemeinde Kalinowo (Kallinowen, 1938 bis 1945 Dreimühlen) liegendes ehemaliges Dorf im nordöstlichen Masuren in der polnischen Woiwodschaft Ermland-Masuren, Powiat Ełcki (Kreis Lyck), Ostpreußen.

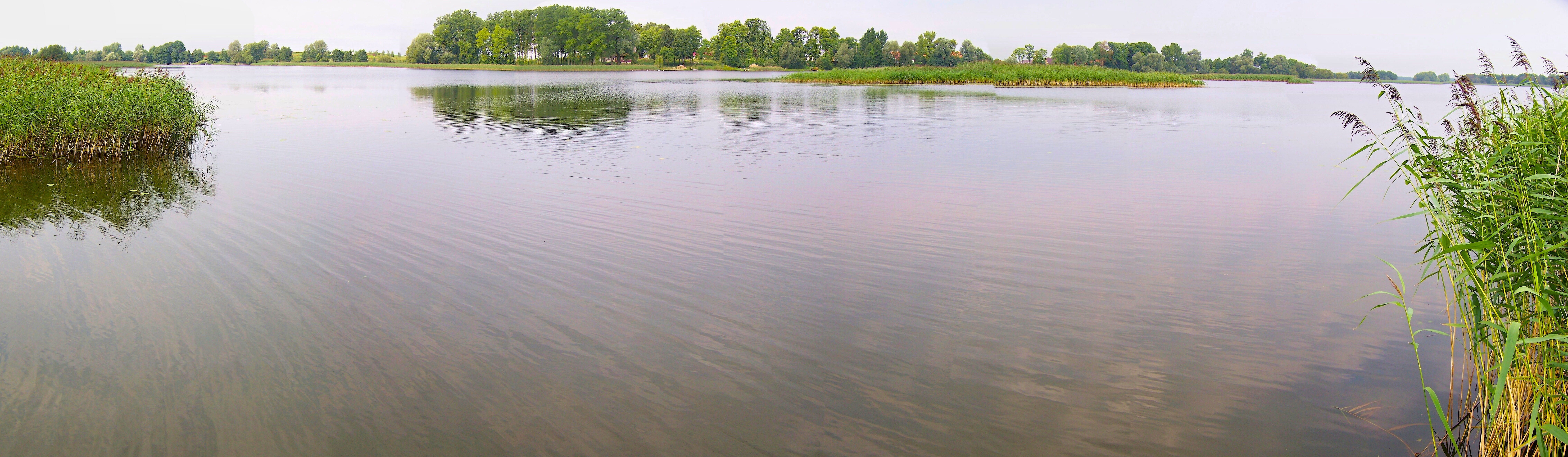
Panoramablick auf den Jezioro Przepiórka

## Geographische Lage
Das Dorf befand sich elf Kilometer Luftlinie südlich der Ortschaft Kalinowo am Ostufer des Przepiorken-See (1929 bis 1945 Wachteldorfer See, polnisch Jezioro Przepiórka) und war über eine Landstraße von Borzymy (deutsch: Borschimmen) aus erreichbar. Vier Kilometer weiter südlich liegt die Stadt Rajgród in der unmittelbar angrenzenden Woiwodschaft Podlachien.

## Geschichte
Przepiorken wurde 1503 als Pippurcken erstmals urkundlich erwähnt und entstand als ein durch Binnenwanderung von Lyck ausgehendes Pflügerdorf (auch Oratzen genannt). 
1656 fielen die mit Polen verbündeten Tataren in weite Teile Masurens ein, wobei Przepiorken vollständig zerstört wurde.
In einem Bericht des Lycker Amtshauptmanns von Auer heißt es dazu:
"13 Hufen, alle 10 Gehöfte verbrannt, ist über Winter besät, alles Vieh und Pferde weg, 10 Personen weggetrieben, Jan Pogorzelski niedergehauen, 1 Haus verbrannt."
1679 werden die Bewohner von Przepiorken beim Amtshauptmann zu Lyck vorstellig wegen zu hoher Abgabelasten, allerdings letztlich erfolglos.
Das Dorf war immer wieder in der Gefahr wüst zu werden. Im 18. Jahrhundert wurden verstärkt Zuwanderer aus dem polnischen Masowien angeworben. 
Am 27. Mai 1874 wurde im Zuge einer preußischen Gemeindereform neu ein Amtsbezirk Borczymmen (ab 1881 Borszymmen, ab 1936 Borschymmen, 1938 bis 1945 Borschimmen, polnisch Borzymy) gebildet, der die Gemeinden Borczymmen, Jendreyken, Lissewen, Przepiorken, Skrzypken und Stosznen und dem Gutsbezirk Romotten und Seen umfasst. 1908 wurden zusätzlich die Gemeinden Duttken, Gronsken und Romanowen und der Gutsbezirk Imionken vom bisherigen Amtsbezirk Dluggen neu in den Amtsbezirk Borszymmen umgegliedert.
Am 1. Dezember 1910 umfasste Przepiorken 66 Einwohner.
Aufgrund der Bestimmungen des Versailler Vertrags stimmte die Bevölkerung im Abstimmungsgebiet Allenstein, zu dem Przepiorken gehörte, am 11. Juli 1920 über die weitere staatliche Zugehörigkeit zu Ostpreußen (und damit zu Deutschland) oder den Anschluss an Polen ab. In Przepiorken stimmten 40 Einwohner für den Verbleib bei Ostpreußen, auf Polen entfiel keine Stimme.
Przepiorken wurde am 10. April 1926 im Zuge der Eindeutschung von Ortsnamen  masurischer Herkunft in Wachteldorf umbenannt, was in etwa einer wörtlichen Übersetzung des zugrunde liegenden slawischen Begriffes przepiórka für deutsch Wachtel entspricht. Die Umbenennung wurde analog auch auf den Przepiorker See übertragen.
1931 umfasste der Amtsbezirk Borszymmen die Landgemeinden Borszymmen, Duttken, Geigenau, Gronsken, Jendreyken, Lyssewen, Romanowen, Stosznen und Wachteldorf.
1933 waren in Wachteldorf 99 Einwohner verzeichnet, 1939 hatte es 97 Einwohner.
Bis zum Ausbruch des Zweiten Weltkrieges lag Przepiorken bzw. Wachteldorf an der Grenze Ostpreußens zu Polen. Da die Grenzziehung hier ein nach Süden schmaler werdender Streifen des Ostufers des Wachteldorfer Sees ergab, die deutsch-polnische Grenze schließlich südlich von Wachteldorf in den Wachteldorfer See überging, war das Dorf nur von Norden her oder über den Wasserweg erreichbar. 
Nach Ende des Zweiten Weltkrieges 1945 fiel das zum Deutschen Reich gehörende infolge von Kriegseinwirkung stark zerstörte Wachteldorf an Polen. Die ansässige deutsche Bevölkerung wurde, soweit sie nicht geflüchtet war, nach 1945 größtenteils vertrieben bzw. ausgesiedelt, bis auf ein verbliebener Kern der masurischen Minderheit. Die Ansiedlung durch Neubürger aus anderen Teilen Polens blieb weniger erfolgreich.
Der Ort Wachteldorf wurde in der polnischen Lautbildung des historischen Ortsnamens Przepiorken in Przepiórki umbenannt.
Um 1963 herum lebten in Przepiórki noch offiziell 25 Einwohner. 1965 ordnete man den Ort dem auf der anderen Wasserseite gelegenen Lisewo (Lyssewen, 1938 bis 1945 Lissau) zu. In nachfolgenden Jahren wurde der Ort dann aufgrund weiterer Abwanderung der letzten Bewohner endgültig aufgegeben und ist faktisch nicht mehr vorhanden.

## Kirche
Bis 1945 war Przepiorken in die evangelische Kirche Borszymmen in der Kirchenprovinz Ostpreußen der Kirche der Altpreußischen Union sowie in die römisch-katholische Kirche in Prawdzisken (1934 bis 1945 Reiffenrode, polnisch Prawdziska) im Bistum Ermland eingepfarrt.

## Persönlichkeiten
- Ernst Lück (26. Juni 1933 in Wachteldorf), deutscher Politiker, Mitglied des Landtages (Nordrhein-Westfalen) 1975–1980, SPD († 2016)